# ピグノーズ
ピグノーズ (Pignose) は、アメリカの楽器メーカー。バッテリー駆動の小型アンプやアンプ内蔵ギターを主に製造し、それらの製品のコントロールノブが豚の鼻 (Pignose) を模していることで有名。
1972年にシカゴのギタリストテリー・キャス等によりコンパクトアンプの開発を開始。翌年のNAMMショーでいきなり「伝説のピグノーズ (Legendary Pignose)」と銘打って発表したのが始まりである。

## 主要生産品

### コンパクトアンプ
- 7-100R
5W
12.5cmスピーカー
ボリュームx1（パワースイッチ兼用）

### ギター
基本仕様
アルダーボディ
メープルネック・ボルトオン・24インチショートスケール/22フレット
ローズウッド指板
ミニハムバッカー・ピックアップx1 （以前はアルニコVシングルコイル）
ボリュームx1 （プッシュ・プルで電源オンオフ）
クロームハードウェア
固定ブリッジ
ラインアウトとヘッドフォン出力
10cmフルレンジスピーカー
006P 9Vバッテリーx1使用
- PGG-200
基本モデル
- PGG-200GP
PGG-200にカラフルペイントが施されたモデル
- PGG-257
メイプル指板
- PGG-257T
メイプル指板
ヴィンテージ・トレモロユニット
- PGG-259
色はブラックのみ
ゴールドハードウェア
- PGG-Graphic
プライウッドボディ
オリジナル・クロームカヴァード・ミニ・ハムバッカー
ゲインセレクター
エクスパンダー
TV-1 バータイプブリッジ
- PGG-300
オリジナル・クロームカヴァード・ミニ・ハムバッカー
ゲインセレクター
エクスパンダー

- PGB-200
ベースモデル
メイプルネック・ボルトオン・30.3インチショートスケール/22フレット
オリジナル・クロームカヴァード・ミニ・ハムバッカー
ヴィンテージタイプ・ブリッジ

### エフェクター
- デトネイターS.P. - オーバードライブ/ディストーション・ペダル
- ピギィ・イン・ア・ボックス - ブースター/パワーアンプ

## 生産終了品

### コンパクトアンプ
- 7-200
20W
16cmスピーカー
Squeal、ボリューム、トーン、電源
リチャージャブルバッテリー内蔵
- 7-300
30W
25cmスピーカー
ファンクベース、ボリューム、マスターボリューム、トレブル、ミドル、バス、電源
リチャージャブルバッテリー内蔵

### ギター
- PGG-100
- PGG-Custom
- PGG-101
- PGG-157
- PGG-158
- PGG-159
- PGG-Skelton
- PGG-100T
- PGG-TWIN
ショートスケールのダブルネック（12弦/6弦）ギター
- PGB-100